# Bahūr
Bahūr är en ort i Indien.   Den ligger i distriktet Puducherry och delstaten Puducherry, i den södra delen av landet, 1 900 km söder om huvudstaden New Delhi. Bahūr ligger 17 meter över havet och antalet invånare är 36 983.
Terrängen runt Bahūr är mycket platt. Runt Bahūr är det mycket tätbefolkat, med 1 095 invånare per kvadratkilometer. Närmaste större samhälle är Cuddalore, 6,9 km söder om Bahūr. Trakten runt Bahūr består till största delen av jordbruksmark.